# Димитриос Викелас
Димитриос Викелас (на гръцки: Δημήτριος Βικέλας) е гръцки бизнесмен и първият президент на международният олимпийски комитет (МОК).

## Биография
Роден е в Ермуполи на остров Сирос и има корени от Бер. Като дете често е боледувал и поради това получава некачествено образование. Напуска родината си на 17 и отива да работи при чичо си в Лондон като букмейкър и после става негов партньор в бизнеса. В Лондон се среща и става приятел с бъдещия президент на Гърция - Харилаос Трикоупис, който е син на гръцкия посланик в Англия.
Викелас представя спортния клуб Панелиниос на конгреса свикан от Пиер дьо Кубертен през 1894, когато се сформира и олимпийското движение. Първоначално идеята на Кубертен е била първите олимпийски игри да бъдат организирани през 1900 в Париж, но Викелас го убеждава, че е най-добре те да бъдат проведени в Атина като символично продължение на древните олимпиади. Според правилата на МОК президент е трябвало да стане личност от страната, която ще приеме олимпиадата. По този начин Викелас става първият президент на организацията.
След олимпиадата Викелас се отказва от председателството на МОК и започва да се занимава с други дейности. Умира на 73 години в Атина.